# Національне шосе 2 (Фінляндія)
Національне шосе 2 (фінською: Valtatie 2, шведською: Riksväg 2) є головною дорогою між Віхті та Порі. Дорога пролягає від Палоярві, Віхті до Мянтилуото Порі. Дорога в основному типова фінська з двома смугами руху. Національна дорога 2 має коротку частину автомагістралі на місці її початку, і її довжина становить лише 1 кілометр, і це означає, що це найкоротша автомагістраль у Фінляндії, а Національна дорога 2 має ще одну об’їзну дорогу в Порі, довжина якої становить приблизно 5 кілометрів.

## Історія
До того, як національна дорога 2 отримала свою теперішню лінію, вона проходила спочатку від Гельсінкі до Сауккола Нуммі-Пусула на тій самій лінії, що й стара національна дорога 1, яка зараз є регіональною дорогою 110. Вона повертала на північ і йшла до Сомеро, де з’єднувався зі старою національною дорогою 10 у центрі Сомеро, потім пролягала до Йокіойнен на лінії нинішньої головної дороги 52, а потім приєднувався до національної дороги 10, нинішньої лінії в Йокіойнені. Там національна дорога 2 повернула на захід і йшла з національною дорогою 10 до перехрестя регіональної дороги 213 і знову повернула на північ. Потім вона проходила по нинішній лінії регіональної дороги 213 через Їпяйя, Лоймаа та Аластаро, поки не повертає на нинішню лінію головної дороги 41 у Вірттаа. Потім дорога пролягала до Гуйттінена, де вона зустрічалася з теперішньою лінією, де вона проходила на тій самій ділянці до Порі, де зараз проходить між Гуіттіненом і Порі.